# Convergenza
In matematica, la convergenza è la proprietà di una certa funzione o successione di possedere un limite finito di qualche tipo, al tendere della variabile (o dell'indice eventualmente) verso certi valori in un punto o all'infinito. 
Il concetto si applica dunque a vari campi della matematica, tutti in qualche modo collegati ma con interpretazioni leggermente diverse.

## Limite di una funzione
Data una funzione continua {\displaystyle f}, si dice che {\displaystyle f(x)} converge (o tende) al limite finito {\displaystyle l} per {\displaystyle x} che tende ad {\displaystyle x_{0}} se per ogni {\displaystyle \varepsilon >0} esiste un {\displaystyle \delta (\varepsilon )>0} tale che per ogni {\displaystyle x} che soddisfa {\displaystyle 0<|x-x_{0}|<\delta (\varepsilon )} si ha che {\displaystyle |f(x)-l|<\varepsilon }. Ovvero:
{\displaystyle \lim _{x\to x_{0}}f(x)=l.}
Analogamente, si dice che {\displaystyle f(x)} converge al limite finito {\displaystyle l} per {\displaystyle x} che tende a infinito se per ogni {\displaystyle \varepsilon >0} esiste un {\displaystyle K(\varepsilon )>0} tale che per ogni {\displaystyle x} soddisfacente la condizione {\displaystyle |x|>K(\varepsilon )} si ha che {\displaystyle |f(x)-l|<\varepsilon }. Ovvero:
{\displaystyle \lim _{x\to \infty }f(x)=l.}

## Convergenza di una successione in una dimensione
La convergenza di una successione numerica {\displaystyle \{a_{n}\}} di numeri reali si verifica quando per {\displaystyle n\to \infty }, a partire da un certo indice in poi tutti i termini della successione si trovino nell'intorno di un punto, detto limite della successione.
Matematicamente questo si esprime dicendo che una successione {\displaystyle \{a_{n}\}} converge al numero a per {\displaystyle n\to \infty }, e si scrive {\displaystyle \lim _{n\to \infty }a_{n}=a}, se {\displaystyle \forall \varepsilon >0} esiste un indice naturale {\displaystyle N(\varepsilon )}, in generale dipendente da {\displaystyle \varepsilon }, tale che la {\displaystyle \|a_{n}-a\|<\varepsilon } per ogni {\displaystyle n>N(\varepsilon )}.
Questo garantisce che tutti i termini della successione, caratterizzati da {\displaystyle n>N(\varepsilon )}, siano contenuti nell'intorno {\displaystyle a-\varepsilon <a_{n}<a+\varepsilon }. Una successione convergente è necessariamente limitata.

## Convergenza delle serie
Si consideri una successione di elementi {\displaystyle \{a_{n}\}}. Si definisce serie associata ad {\displaystyle \{a_{n}\}} la somma:
{\displaystyle \sum _{n=0}^{\infty }a_{n}=a_{0}+a_{1}+a_{2}+\cdots }.
Per ogni indice {\displaystyle k} della successione, si definisce serie delle somme parziali {\displaystyle \{S_{k}\}} associata a {\displaystyle \{a_{n}\}} la somma dei termini della successione {\displaystyle \{a_{n}\}} da {\displaystyle a_{0}} a {\displaystyle a_{k}}:
{\displaystyle S_{k}=\sum _{n=0}^{k}a_{n}=a_{0}+a_{1}+\cdots +a_{k}}
Si dice che la serie {\displaystyle \sum _{n=0}^{\infty }a_{n}} è convergente al limite {\displaystyle L} se la relativa successione delle somme parziali {\displaystyle S_{k}} converge a {\displaystyle L}. Ovvero, si verifica che:
{\displaystyle L=\sum _{n=0}^{\infty }a_{n}}
se e solo se:
{\displaystyle L=\lim _{k\rightarrow \infty }S_{k}}
Il limite sopra enunciato si dice somma della serie, ed esprime il carattere della serie.

## Teorema della convergenza
Formalmente il concetto di convergenza di una successione è simile a quello delle funzioni {\displaystyle f(x)}. Data una successione di numeri reali  {\displaystyle \{x_{n}\}} che converge a un certo limite {\displaystyle \xi } per {\displaystyle n\to \infty }, si ha:
{\displaystyle \lim _{n\to \infty }f(x_{n})=\lim _{x\to \xi }f(x)=\eta }
In modo equivalente, per ogni {\displaystyle \varepsilon >0} esiste un intorno {\displaystyle \delta (\varepsilon )>0}, in generale dipendente da {\displaystyle \varepsilon }, tale che:
{\displaystyle \|f(x)-\eta \|<\varepsilon }
qualora si verifichi:
{\displaystyle \|x-\xi \|<\delta }
Questo garantisce che, come i termini della successione sono contenuti nell'intorno di {\displaystyle x}, allo stesso modo tutti i valori della funzione sono contenuti nell'intorno:
{\displaystyle \eta -\varepsilon <f(x)<\eta +\varepsilon }
Ogni funzione convergente è quindi necessariamente limitata, e questo implica anche il concetto di continuità di una funzione.

### Enunciato
Si supponga di avere una funzione {\displaystyle f(x)} tale che {\displaystyle f(\alpha )=0} con α appartenente a un certo intervallo {\displaystyle J}. Si può porre:
{\displaystyle x=x-g(x)f(x)=\phi (x)\qquad g(x)\neq 0\quad \forall x\in J}
Si ha dunque:
{\displaystyle \phi (\alpha )=\alpha }
Se esiste {\displaystyle \delta >\ 0} tale che:
{\displaystyle [\alpha -\delta ,\alpha +\delta ]=J\ }
e se esiste {\displaystyle k\in (0,1)} tale che:
{\displaystyle \forall x\in J,|\phi '(x)|\leq k}
allora si ha:
- Se {\displaystyle x_{0}\in J} allora:

{\displaystyle x_{i}=\phi (x_{i-1})\quad i=1,2,3,\dots }
- {\displaystyle \lim _{i\to \infty }x_{i}=\alpha }
- {\displaystyle \alpha } è l'unica radice in {\displaystyle J}

### Dimostrazione
Premesso che:
{\displaystyle x_{0}\in J\qquad |x_{0}-\alpha |\leq \delta \qquad \xi \in J}
si ha:
{\displaystyle |\alpha |\leq |x_{0}-\alpha |}
Oltre ad avere:
{\displaystyle x_{1}\in (x_{0},\alpha )}
si verifica che:
{\displaystyle x_{i}\in (x_{i-1},\alpha )\quad i\in \mathbb {N} }
Si ottiene:
{\displaystyle |x_{i}-\alpha |=|\phi (x_{i-1})-\phi (\alpha )|=|\phi '(\xi )(x_{i-1}-\alpha )|\leq k|x_{0}-\alpha |\leq k^{2}|x_{i-2}-\alpha |\leq ....\leq k^{i}|x_{0}-\alpha |}
Poiché {\displaystyle k^{i}} tende a zero quando i tende a infinito, la successione converge.
Si ponga per assurdo che nell'intervallo vi sia β, radice della funzione diversa da α. Si ha:
{\displaystyle |\beta -\alpha |=|\phi (\beta )-\phi (\alpha )|=|\phi (\xi )(\beta -\alpha )|\leq k|\beta -\alpha |\leq |\beta -\alpha |}
Il fatto che:
{\displaystyle |\beta -\alpha |\leq |\beta -\alpha |}
è assurdo, e quindi α è l'unica radice dell'intervallo.

## Convergenza delle successioni e serie di funzioni
Per le successioni {\displaystyle \{f_{n}(x)\}_{n}} vi sono le seguenti tipologie di convergenza:
- La convergenza puntuale:

{\displaystyle \lim _{n\to \infty }f_{n}(x)=f(x)}
- La convergenza uniforme:

{\displaystyle \lim _{n\to \infty }\|f_{n}-f\|_{\infty }=0}
Per le serie di funzioni {\displaystyle \sum f_{n}(x)} vi sono le seguenti tipologie di convergenza:
- La convergenza puntuale si verifica se la serie numerica {\displaystyle \sum _{n=0}^{\infty }f_{n}(x_{0})} converge per ogni {\displaystyle x_{0}}.
- La convergenza uniforme si verifica se la successione delle somme parziali converge uniformemente.
- La convergenza totale si verifica se esiste una serie numerica {\displaystyle \sum _{n=0}^{\infty }M_{n}} convergente tale che:

{\displaystyle |f_{n}(x)|\leq M_{n}\ }
per ogni {\displaystyle x} e {\displaystyle n}.

## Convergenza di variabili casuali
Data una successione di variabili casuali {\displaystyle \{X_{n}\}_{n}}, vi sono più tipi di convergenza:
- La convergenza in distribuzione:

{\displaystyle \lim _{n\to \infty }F_{n}(x)=F(x)}
dove {\displaystyle F_{n}} e {\displaystyle F} sono le funzioni di ripartizione delle {\displaystyle X_{n}} e del limite {\displaystyle X} rispettivamente.
- La convergenza in probabilità:

{\displaystyle \lim _{n\to \infty }P(|X_{n}-X|<\varepsilon )=1}
- La convergenza quasi certa:

{\displaystyle \lim _{n\to \infty }X_{n}=X}
- La convergenza in media r-esima:

{\displaystyle \lim _{n\to \infty }E|X_{n}-X|^{r}=0\qquad E|X_{n}|^{r}<\infty \quad \forall n}